# Sedum caeruleum
Sedum caeruleum (synoniem: Sedum heptapetalum) is een plant uit de vetplantenfamilie.
De soort werd voor het eerst wetenschappelijk beschreven door Carl Linnaeus.
Sedum caeruleum is een laaggroeiend eenjarig vetplantje, afkomstig uit Corsica dat 15 cm hoog kan worden. 
Het vetplantje heeft kleine vlezige blaadjes, die rood kleuren naarmate het ouder wordt. Het bloeit in het midden van de zomer met kleine lichtblauwe bloemetjes en zaait uit op droge plekken en tussen rotsen. De soort komt voor in warme gebieden en houdt van volle zon maar is bestand tegen de kou.

... · 
S. acre (Muurpeper) · 
S. album (Wit vetkruid) · 
S. anacampseros (Liefdesvetkruid) · 
S. annuum · 
S. brevifolium · 
S. caeruleum · 
S. cepaea (Omgebogen vetkruid) · 
S. dasyphylum (Dik vetkruid) · 
S. forsterianum (Sierlijk vetkruid) · 
S. iwarenge · 
S. reflexum (Tripmadam) · 
S. sediforme · 
S. sexangulare (Zacht vetkruid) · 
S. spectabile (Roze hemelsleutel) · 
S. spurium (Roze vetkruid) · 
S. telephium (Hemelsleutel) · 
S. villosum · 
...